# Grlobolja
Grlobolja (lat. pharyng-, pharynx: ždrijelo, -itis: upala) je bol različitog intenziteta u stražnjoj stijenci ždrijela, do koje dolazi prilikom gutanja ili bez njega. Najčešće nastaje kao posljedica bakterijske ili virusne infekcije te je čest simptom bolesti.